# Trójmiejski Inteligentny System Transportu Aglomeracyjnego

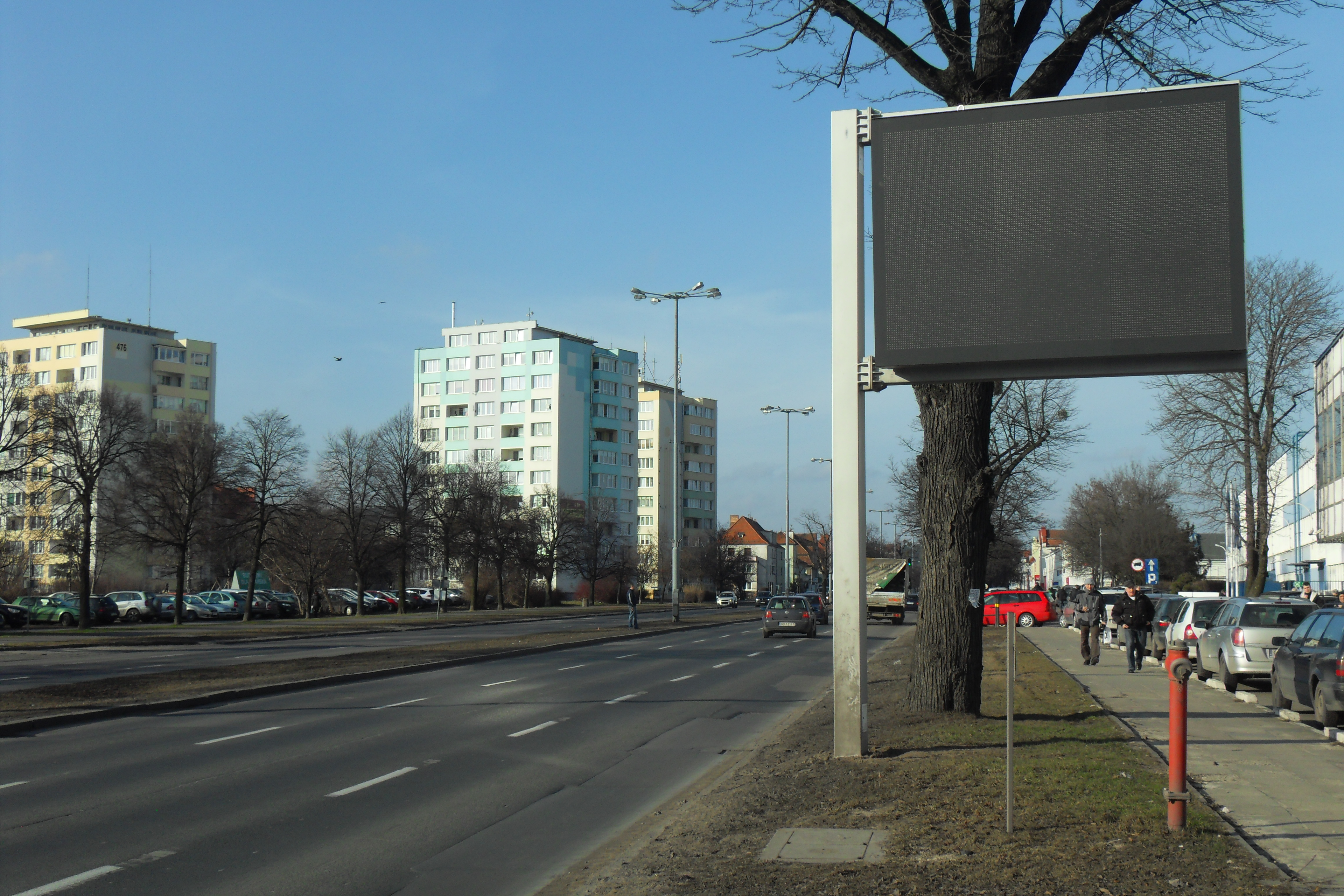
Aleja Grunwaldzka w Gdańsku i ekran Tablicy Zmiennej Treści systemu Tristar

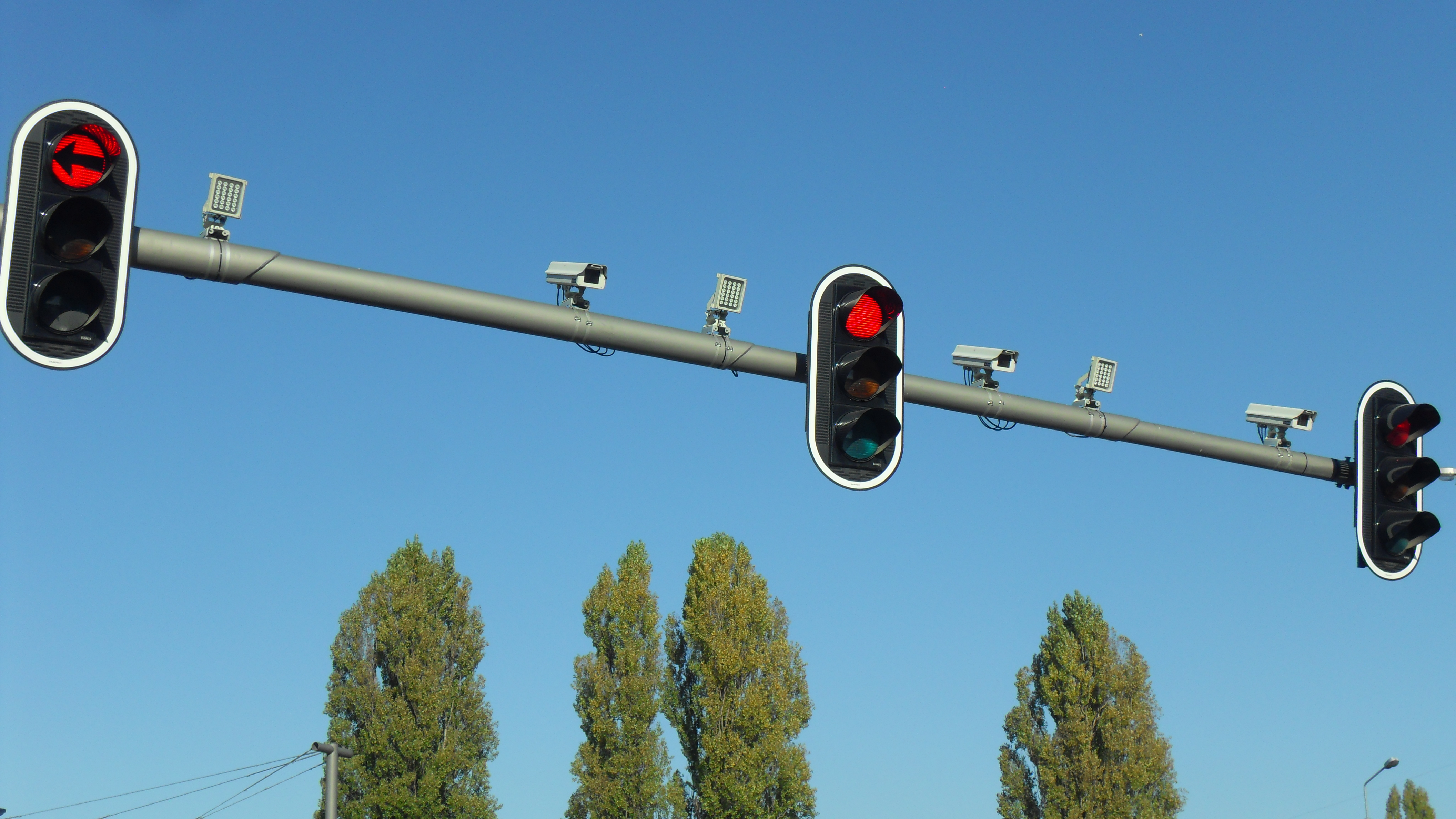
Urządzenia do nadzoru ruchu

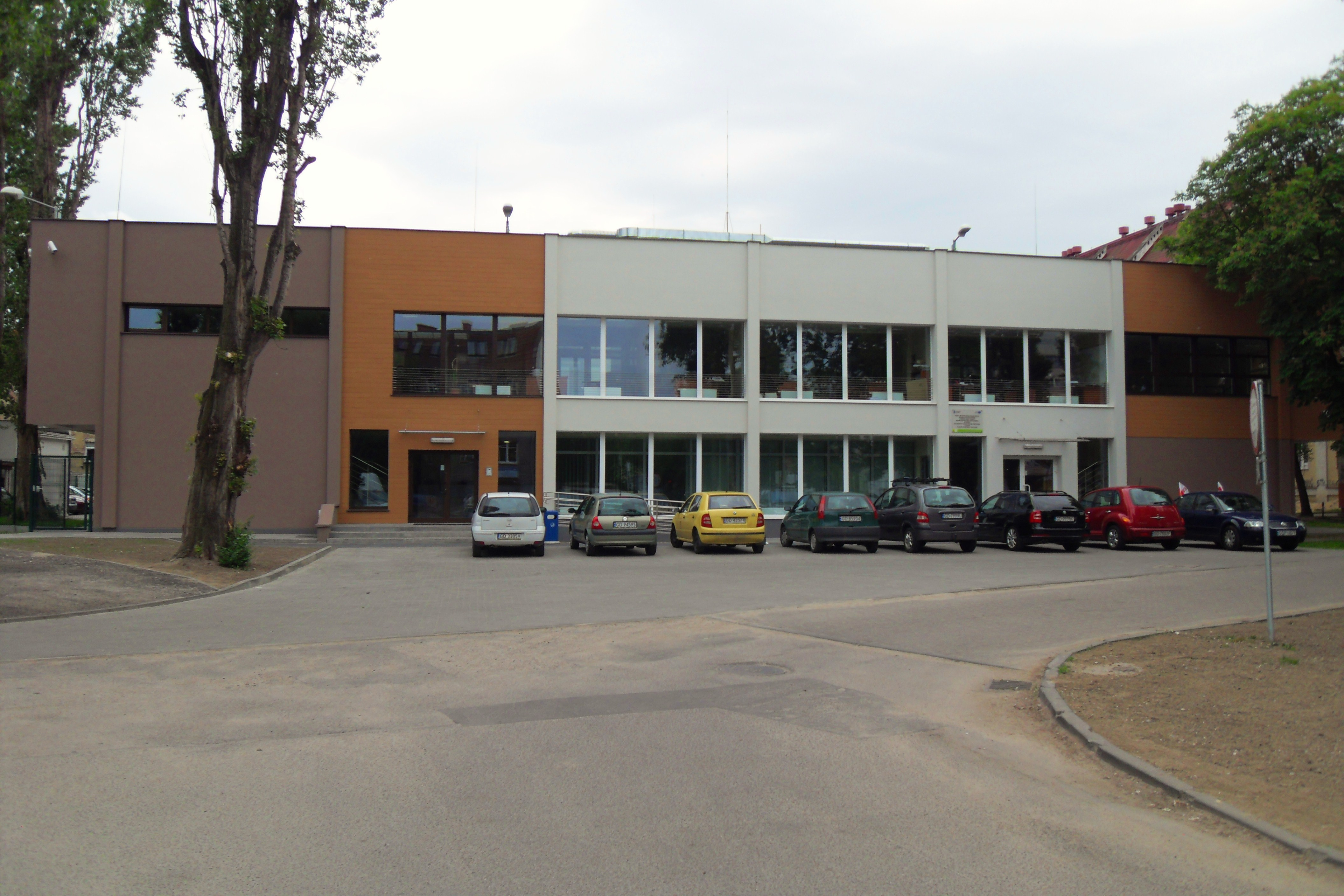
Budynek mieszczący gdański oddział centrum sterowania ruchem Tristar

Trójmiejski Inteligentny System Transportu Aglomeracyjnego (Tristar) — zintegrowany system inteligentnego sterowania ruchem drogowym w Trójmieście, który ułatwia przejazd i skraca czas przejazdu w aglomeracji.
Prace nad uruchomieniem systemu trwały od 2006. System ostatecznie został odebrany 10 grudnia 2015 roku.
Twórcy systemu Tristar planowali skrócić czas przejazdu o ok. 20%.
Projekt opracowany został przez naukowców z Politechniki Gdańskiej, dr. hab. inż. Kazimierza Jamroza i dr. inż. Jacka Oskarbskiego. Dwa centra sterowania ruchem są zlokalizowane w Gdańsku i Gdyni. Natężenie ruchu pojazdów śledzą setki kamer, czujników i pętli indukcyjnych. W ramach systemu stanęło ponad 100 rejestratorów i kamer, wyłapujących kierowców, którzy blokują skrzyżowania. Zainstalowano znaki i tablice zmiennej treści, informujące o wypadkach i proponowanych objazdach oraz o wolnych miejscach parkingowych.
W pierwszych etapach Tristar wdrożony został na głównej trasie i najważniejszych skrzyżowaniach, od południa Gdańska, przez Sopot, do północy Gdyni. W planach jest montaż na kolejnych skrzyżowaniach i obwodnicy Trójmiasta oraz na obszarze Małego Trójmiasta Kaszubskiego (Rumia, Reda, Wejherowo).
Centrum Zarządzania Ruchem w Gdańsku mieści się we Wrzeszczu, przy ul. Wyspiańskiego 9A. W Gdyni Centrum Zarządzania Ruchem znajduje się w gmachu "BIS" Urzędu Miasta i Zarządu Dróg i Zieleni przy ul. 10 Lutego 24; jest to dawna siedziba Polskich Linii Oceanicznych.
System w pełni (etap I - IV) miał zostać uruchomiony do końca 2014, jednakże w grudniu 2014 termin przesunięto na maj 2015, ostatecznie został odebrany 10 grudnia 2015 roku. Całkowita wartość projektu wynosi ponad 184 mln zł.
Beneficjent projektu: Gmina Miasta Gdyni; partnerzy beneficjenta: Gmina Miasta Gdańska, Gmina Miasta Sopotu.